# Projet de tramway de Cordoue
Le tramway de Cordoue (en espagnol : Tranvía de Córdoba) est un projet abandonné de transport collectif en site propre de type tramway desservant la ville de Cordoue, en Andalousie.
Le projet d'un réseau de tramway est évoqué en 2007 par la municipalité de Cordoue, et repris l'année suivante dans le plan des infrastructures de transport d'Andalousie. Cette même année 2008, le gouvernement andalou attribue le marché public pour la réalisation de l'étude de projet.
La mairie envisage, selon une étude de faisabilité publiée également en 2008, un réseau de trois lignes, long de 20 km et gravitant autour du centre historique. En 2009, l'exécutif régional évoque, pour commencer, une ligne d'environ 10 km reprenant en partie un tracé proposé par la municipalité.
Le projet est finalement enterré en 2011, faute de financement et de volonté politique. Le marché public de l'étude de projet est résilié onze ans plus tard.

## Historique

### Propositions et premières démarches
Le projet de créer un réseau de tramway à Cordoue est annoncé le 7 février 2007 par la mairie, sur la base d'une proposition déjà énoncée quatre ans auparavant. Le plan des infrastructures de transport d'Andalousie (PISTA) pour la période 2007-2013, adopté en septembre 2008, reprend l'idée, énonçant « un appui à la création de réseaux de tramways urbains dans les secteurs de [...] Cordoue qui disposeront de leur étude de projet en 2013 ».
L'entreprise publique Chemins de fer de la Junte d'Andalousie, dépendante du département des Travaux publics du gouvernement andalou, lance le 26 février 2008 l'appel d'offres pour la rédaction de l'étude de projet du tramway, en précisant que c'est ce document — et non la proposition des autorités municipales — qui servira de base pour la rédaction de l'étude et du plan d'exécution. Le marché public est attribué à un consortium de deux entreprises le 24 juillet suivant.
Le 4 avril 2008, la municipalité de Cordoue rend publique l'étude de viabilité qu'elle avait commandée, qui propose la mise en place d'un réseau de trois lignes, long de 20 km en tout, pour un coût estimé à 418 millions €. Elle vise alors un début des travaux en 2011 en cas de bouclage rapide du budget. Les autorités andalouses expliquent pour leur part, en septembre 2009, vouloir agir en plusieurs phases afin de s'assurer de l'acceptation sociale de ce nouveau mode de transport. De prime abord, elle envisage donc la réalisation d'une seule ligne, circulant d'ouest en est sur 9 à 10 km, reprenant en partie l'un des trois tracés proposés par la mairie, et sous la forme d'un métro léger,.

### Oubli et abandon
Alors qu'aucun budget pour le tramway n'a été inscrit en loi de finances pour l'année 2010, la mairie reconnaît pendant l'été que le projet pourrait être affecté par les mesures de réduction des dépenses engagées par le gouvernement andalou en raison de la crise économique de 2008. Dans le projet de loi de finances pour 2011, présenté le 31 octobre suivant, la somme allouée au tramway de Cordoue est de seulement 300 000 €, ce qui indique que l'exécutif régional vise simplement à achever l'avant-projet définitif et l'étude de projet.
Le projet est finalement abandonné au cours de l'année 2011. En raison du contexte de crise budgétaire causée par la crise économique, les autorités andalouses souhaitent s'assurer de l'engagement financier de la municipalité à assurer l'exploitation et l'entretien des lignes, tirant le bilan de l'expérience de Jaén, où le nouvel exécutif issu d'une alternance politique a renoncer à exploiter le réseau de tram. La municipalité, qui a également connu un changement de majorité, rétorque qu'elle préfère se concentrer sur l'amélioration de ses lignes de bus.
Le département de l'Équipement prononce en juillet 2022 la résolution du marché public de l'étude de projet passé en 2008, alors que le gouvernement andalou a versé 1,8 million € pour son exécution. Dans le détail, l'avant-projet définitif était entièrement terminé, ne manquant que l'enquête publique, et l'étude de projet est rédigée à 60 %.

## Réseau

### Proposition municipale
Le réseau envisagé par la mairie de Cordoue se compose de trois lignes, longues de 19,6 km en tout. Leurs tracés forment un triangle autour du centre historique, qu'elles desservent sans le traverser, aucun point de la vieille ville ne devant se trouver à moins de cinq minutes à pied d'une station, : 
- la ligne 1 (7,9 km) circule du sud-est au nord-ouest. Partant de l'hôpital universitaire Reina-Sofia, elle longe la rive nord du Guadalquivir puis rejoint le quartier du Levant, s'arrêtant sur l'avenue Charles-III ;
- la ligne 2 (5,6 km) circule du nord au sud. Démarrant du quartier d’El Brillante, elle rejoint la gare de Cordoue, transite par le passage de la Victoire, franchit le Guadalquivir et achève son parcours sur l'avenue Libertador Simón-Bolivar ;
- la ligne 3 (6,5 km) circule du nord-est au sud-ouest. Commençant son trajet dans le quartier de San Rafael de La Albaida, sur la route de Trassierra, elle traverse le quartier de La Paz, dessert la gare, passe par l'avenue Ollerías puis la place Christophe-Colomb, et prend fin dans le quartier de Fuensanta, sur l'avenue Vierge de la Mer.

### Projet régional
Le réseau envisagé par la Junte d'Andalousie se compose d'une seule ligne, circulant d'ouest en est, longue de 9 à 10 km, circulant intégralement en surface.
Le tracé de la ligne part de l'hôpital universitaire Reina-Sofia et rejoint quartier du Levant, en passant éventuellement par le centre historique et franchissant le Guadalquivir, afin de desservir le secteur sud et éviter la promenade de la Rivière, située sur la rive nord du fleuve,.

## Matériel roulant
Le nombre de rames prévu sur l'ensemble du réseau est envisagé de 25 à 28. Longues de 30 m et pouvant transporter initialement 220 passagers, elles pourraient être agrandies de 10 m et accueillir 300 personnes. Elles circuleront à une vitesse moyenne de 20 km/h, alimentées par ligne aérienne de contact, sauf à proximité du centre historique, où elles le seront par alimentation par le sol, avec une fréquence d'un passage toutes les six minutes en heure de pointe. La fréquentation du réseau est estimée à 14,6 millions de voyageurs au moins.